# Rua Professor Ortiz Monteiro
A rua Professor Ortiz Monteiro é uma rua do bairro das Laranjeiras, na Zona Sul do Rio de Janeiro. Junto com as ruas  General Glicério,  Rua General Glicério e outras, compõe uma área habitualmente conhecida como General Glicério.

## História da Professor Ortiz Monteiro

### Origens e nomes
O desenvolvimento da Rua Professor Ortiz Monteiro deu-se em conjunto com suas irmãs siamesas, as ruas  General Glicério e Cristóvão Barcelos.

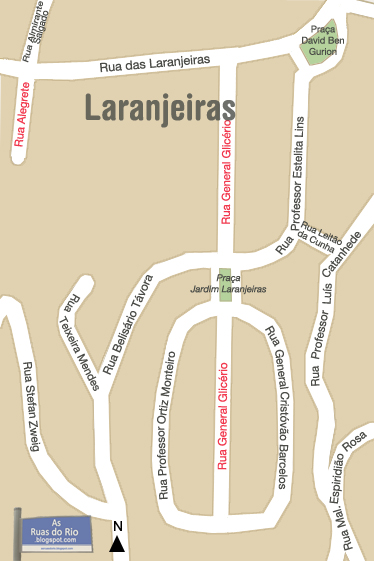
Mapa da Gal. Glicério e arredores, publicado por Paulo Bastos, do blog As Ruas do Rio.

Dando início a uma nova fase no desenvolvimento do bairro das Laranjeiras, na rua que hoje chama-se  General Glicério localizava-se a Companhia de Fiações e Tecidos Aliança, maior fábrica de tecidos do Brasil no fim do séc. XIX. Com o fim da fábrica, em 1938, o terreno antes por ela ocupado passou a receber um conjunto de edifícios de apartamentos, erguido pelo seu último dono, o industrial Severino Pereira da Silva. Os prédios erigidos por Pereira da Silva na calçada direita da General Glicério tem entradas também pela rua Prof. Ortiz Monteiro.
O nome da rua é homenagem ao professor Ortiz Monteiro, diretor da Escola Politécnica.
Em 6 de abril de 2021 a rua virou notícia no jornal O Globo, na coluna diária do jornalista Ancelmo Gois, por conta das desavenças entre os vizinhos que fazem panelaços diários em Protestos contra o governo Jair Bolsonaro e um morador admirador deste presidente; as partes quase foram às vias de fato após marcarem encontro na rua durante troca de xingamentos. 

## Atrações
Todo Sábado, a Professor Ortiz Monteiro, juntamente com a General Glicério, recebe uma simpática feira, onde se destacam a barraca de pastel e caldo de cana, e a animada roda de choro que se apresenta religiosamente ali. A música fica a cargo do conjunto Choro na Feira, já fiel companheiro da rua, de seus moradores e visitantes. A feira da Gal. Glicério, como é conhecida, é hoje umas das principais atrações do bairro das Laranjeiras.

Feirante da Rua Gal. Glicério (foto: Rodrigo S. M.)Feirante da Rua Gal. Glicério (foto: Rodrigo S. M.)
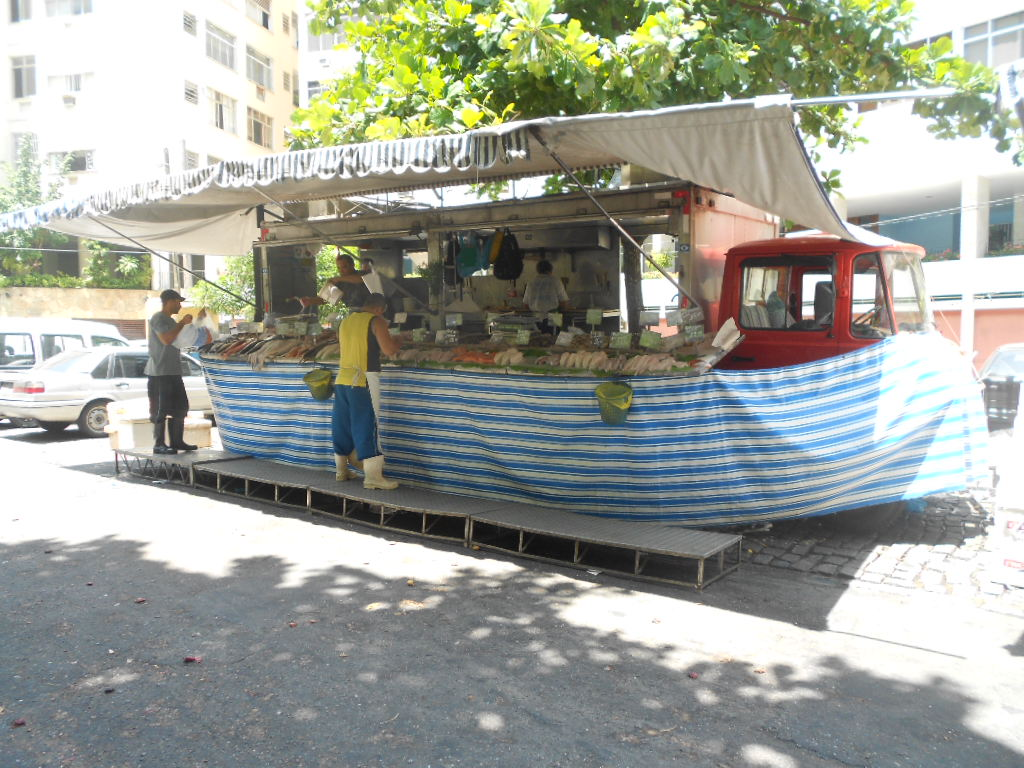
Feira na General Glicério

Também na Prof. Ortiz Monteiro fica o simpático Maya Café. Este café / delicatessen é uma das melhores pedidas da área da General Glicério.

## Galeria

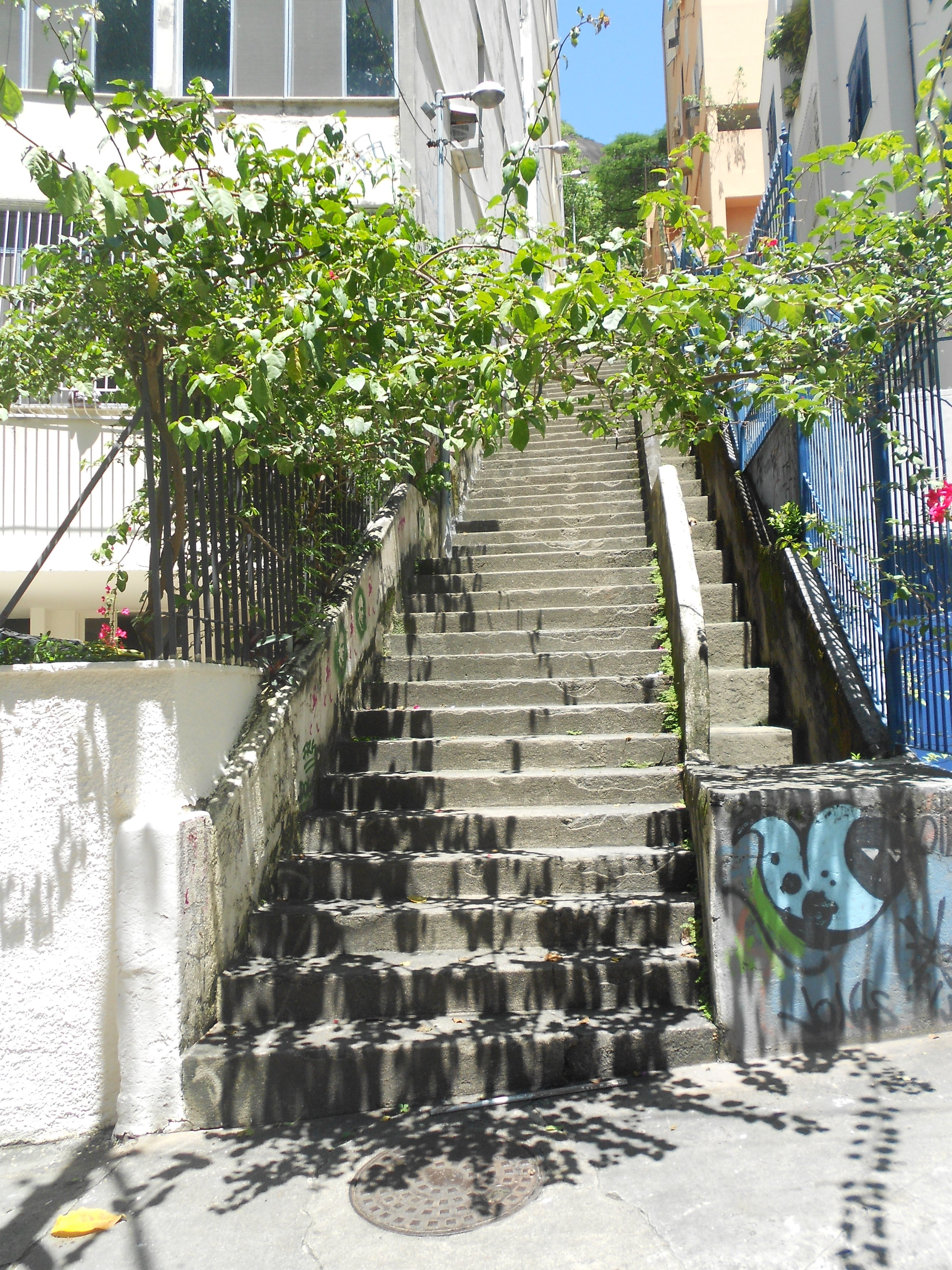
Escadaria ligando a Prof. Ortiz Monteiro à Belisário Távora
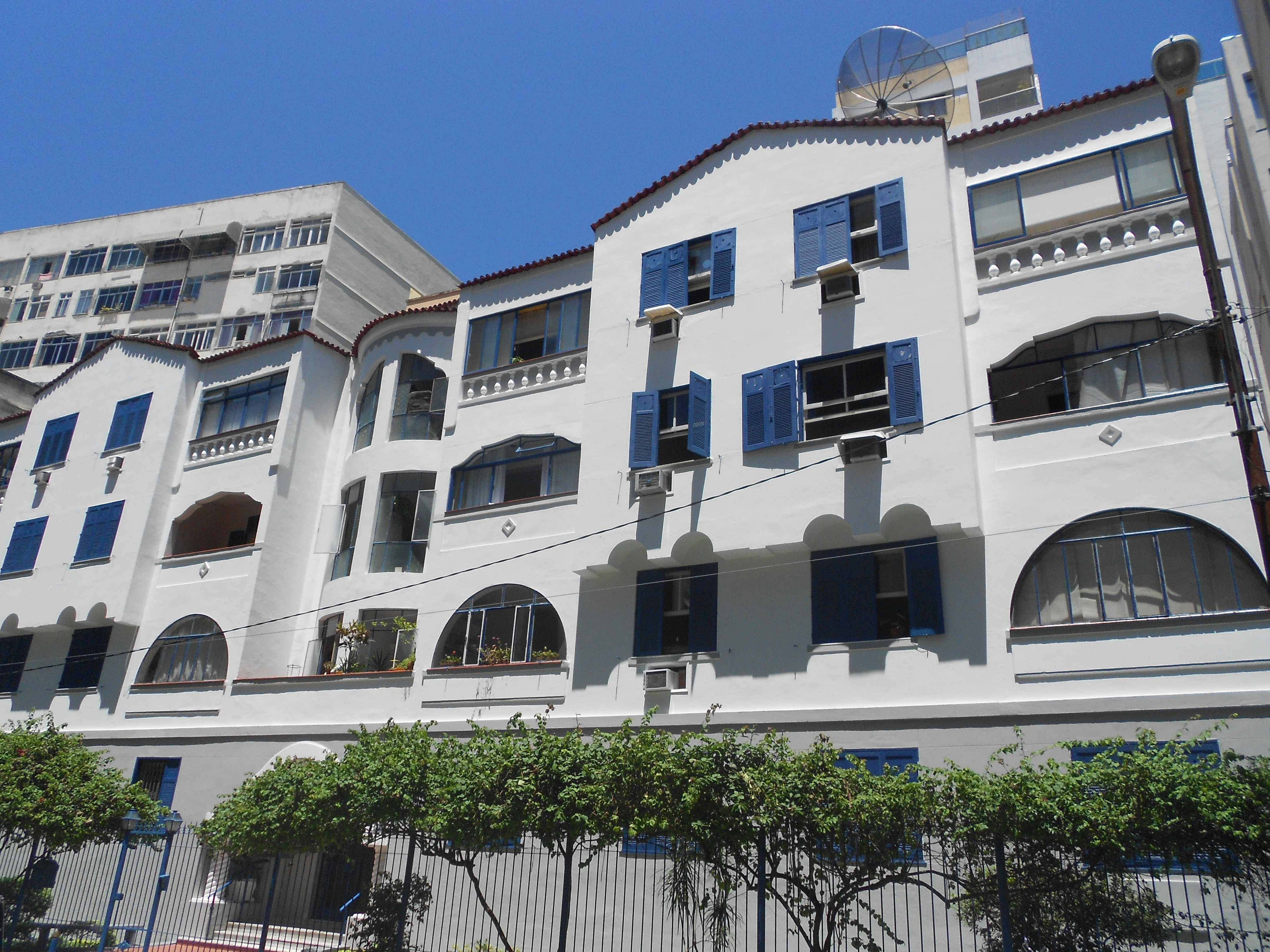
Edifício Judith na Prof. Ortiz Monteiro
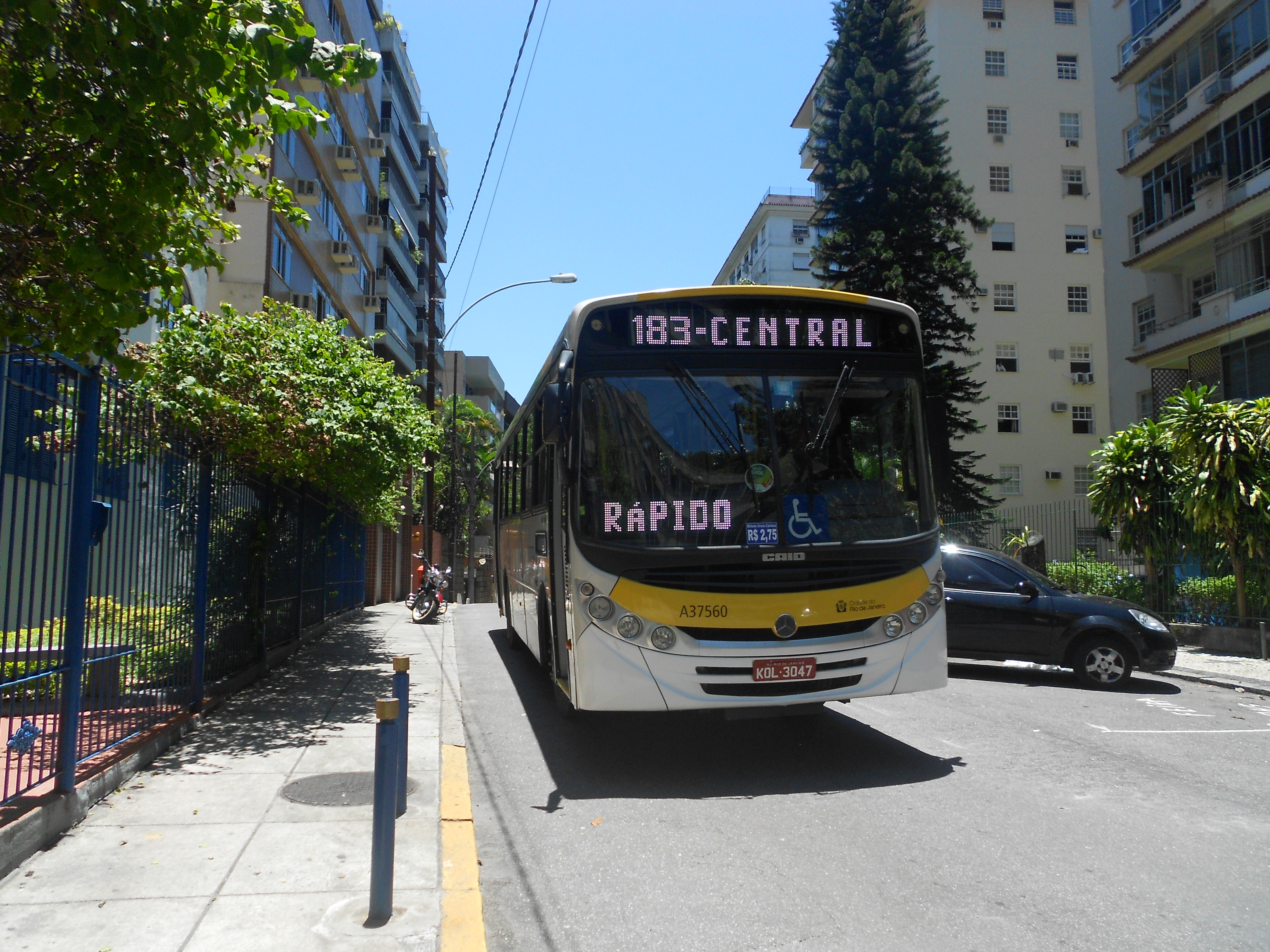
Ônibus na Ortiz Monteiro